# Parapsammophila caroli
Parapsammophila caroli là một loài côn trùng cánh màng trong họ Sphecidae, thuộc chi Parapsammophila. Loài này được P�rez miêu tả khoa học đầu tiên năm 1906.